# Merlin Tandjigora
Merlin Koumba Tandjigora (Port-Gentil, 6 aprile 1990) è un ex calciatore gabonese, di ruolo centrocampista.

## Carriera

### Club
Ha iniziato la carriera professionistica in patria, vincendo anche un titolo nazionale nel 2009 con lo Stade Mandji; il 9 luglio 2010 passa a titolo definitivo al Metz, squadra di Ligue 2; inizialmente viene tuttavia aggregato alla squadra riserve, con cui gioca 21 partite vincendo anche il campionato; l'anno seguente disputa invece 6 partite nella seconda serie francese con la prima squadra, più una presenza in Coppa di Lega. A fine stagione passa al Carquefou, squadra di terza divisione, con cui gioca 16 partite senza mai segnare; viene riconfermato al Carquefou anche nella stagione successiva, disputata ancora una volta in terza serie. Nella stagione 2014-2015 si trasferisce all'Istres, ancora nella medesima categoria. Gioca in seguito nella seconda divisione portoghese col Leixoes (15 presenze e 3 reti) e dal febbraio 2016 nella seconda serie cinese con il Meizhou Hakka, con cui disputa 20 partite senza mai segnare. Torna poi in Europa, giocando per un biennio (con complessive 8 presenze ed una rete in partite di campionato) nella prima divisione portoghese con il Belenenses; dopo aver giocato nelle serie minori portoghesi e francesi per un biennio, nel 2021 si trasferisce al Djoliba, club della prima divisione del Mali. Torna poi in Francia per giocare al Vimy, club di quinta divisione.

### Nazionale
Ha giocato 2 partite con la nazionale Under-20 del suo Paese; il 30 settembre 2010 ha inoltre esordito con la nazionale maggiore. Fa parte della lista di convocati per i Giochi Olimpici di Londra 2012.
Tra il 2010 ed il 2017 ha totalizzato complessivamente 28 presenze ed una rete con la nazionale gabonese, con cui nel 2017 ha anche partecipato alla Coppa d'Africa.